# 南ウクライナ原子力発電所
南ウクライナ原子力発電所(ウクライナ語: Південноукраїнська АЕС, ロシア語: Южно Украинская АЭС)は、ウクライナ南部ムィコラーイウ州ユズノウクラインスク市に存在する原子力発電所。キーウの南350kmほどの位置にある。隣接するタシュリツケ貯水池の水を冷却水として稼働している。
3基のVVER-1000を擁し、2850MWの発電容量を持つ。ウクライナの5箇所の原子力発電所の中で2番目に発電量が多い。
南ウクライナ原発はルーマニアイサクチャを通る750kVのVetrino–Isaccea–Yuzhnoukrainsk電力網の一端であるが、これは多くが解体され荒廃している。
エネルゴアトムは4号機の建設を2033年までに完了する計画としている。
エネルゴアトムはウクライナの4箇所の現役の原子力発電所を運用しており、ザポロジェ、南ウクライナ、リウネ、フメリニツキィで合計15基の原子炉がある。どれも軽水減速炉であり、合計13835MWの発電容量である。

## 歴史
南ウクライナ原子力発電所は、1975年にソビエト連邦の主導のもと計画が始まった。当初の予定出力は4,000MWだった。1977年3月1日に1号炉の建設が始り、1982年12月31日に営業運転が開始された。
1988年に総容量6,000MWへ、その後8,000MWへの拡張計画が採択された。これは8基の原子炉を運用することを意味した。しかし、ソ連の崩壊に伴う経済危機のため、またタシュリツケ貯水池が8基の原子炉を冷却するには小さすぎたため計画は破棄された・夏の間は貯水池のサイズが2,000MWに対してすら不十分であるため、稼働を減らして運転する必要があった。
1990年に、4号炉の建設は無期限延期となった。これはウクライナでの新しい原子炉建設を禁止する法律によるものだった。この法律は1991年に廃止され、1994年のチェルノブイリ原子力発電所の閉鎖により建設が再開される予定だったが、フメリニツキー原子力発電所2号炉とリウネ原子力発電所4号炉の建設により、実現しなかった。4号炉は1990年には建設の初期段階にあった。建設は中止ではなく延期になっており、建設中の炉は保存されているが、完成する可能性は低い。
1号炉は大規模な改良工事をしたことで、2013年2月13日に10年間の運転期間の延長が認められ、当初の設計寿命である30年を超えることになった。2号機も同じく改良工事が行われ、2015年12月5日に2025年12月31日まで運転期間が延長された。
2021年にゼレンスキー大統領がウクライナで5基のAP1000型原子炉の建設に関する法律に署名した。そのうちの一つは南ウクライナ原子力発電所の5号炉として建設される予定となっている。

## 燃料供給
ウクライナの原子力発電所向け燃料の主な供給元はTVELで、エネルゴアトムは1997年にウクライナWMR向け核燃料の供給契約を2010年まで締結していた。
2005年からアメリカとウクライナ主導で、核兵器解体に伴うウクライナのロシアへの燃料依存を減らすため、エネルゴアトムは3号機をウェスチングハウスが生産した原子力燃料とロシアの物の混交利用の試験に利用しており、2005年8月、3号機は最初の6本のウェウチングハウス製燃料集合体を装着した試験運転を行った。試験運転においてエネルゴアトムは「燃料の製造上の欠陥により2基で長時間の予定外の停止が発生した」と発表。ウェスティングハウスは燃料の装填中にエラーが発生したとした。
しかしそれでも2008年にエネルゴアトムはウェスティングハウスと燃料供給契約を結び、2011年から同社の3つの原子炉に630体の原子燃料集合体を供給することとなった。ウェスチングハウスは2009年9月に3基分の42体の燃料集合体を出荷し、3年間の商業運転に耐えられるようにした。ロスアトムはウクライナがTVELと20年間の契約を結ぶ場合の大幅なディスカウントを提示し、2010年6月にエネルゴアトムはTVELと原子炉の長期燃料供給契約を締結した。
2012年の試験にて、ウェスティングハウス社製の燃料が変形し、原子炉に深刻な損傷が発生した。
2014年4月11日、ロシアのクリミア併合後、ウェスティングハウスとの燃料契約は2020年まで延長さた。燃料はヴェステローズの燃料製造施設で製造された。エネルゴアトムは、3号炉は2018年7月にウェスティングハウス燃料のみで稼働するウクライナで最初の発電所になったと発表した。

## 原子炉
| 原子炉                  | 原子炉形式    | 正味発電量 (MW) | 総発電量 (MW) | 建設開始       | 電力網同期      | 商業運転        | 運転期間終了日  |
| ----------------------- | ------------- | --------------- | ------------- | -------------- | --------------- | --------------- | --------------- |
| 1号炉 (SOUTH UKRAINE-1) | VVER-1000/302 | 950             | 1,000         | 1977年 3月1日  | 1982年 12月31日 | 1983年 10月18日 | 2023年 12月2日  |
| 2号炉 (SOUTH UKRAINE-2) | VVER-1000/338 | 950             | 1,000         | 1979年 10月1日 | 1985年 1月6日   | 1985年 4月6日   | 2025年 12月31日 |
| 3号炉 (SOUTH UKRAINE-3) | VVER-1000/320 | 950             | 1,000         | 1985年 2月1日  | 1989年 9月20日  | 1989年 12月29日 | 2029年予定      |
| 4号炉 (SOUTH UKRAINE-4) | VVER-1000/320 | 950             | 1,000         | 1987年 1月1日  | -               | -               | -               |
| 5号炉                   | AP1000        | -               | -             | -              | -               | -               | -               |

## 註
1. ↑  “[ウクライナ] エネルゴアトム社、南ウクライナ4号機の建設計画に言及 － 海外電力関連 トピックス情報”.   電気事業連合会 (2018年7月6日). 2020年8月29日閲覧。
2. ↑  “Kernkraftwerk Süd-Ukraine – Nucleopedia”. 2022年3月5日閲覧。
3. ↑  “Колегія Держатомрегулювання одноголосно підтримала продовження терміну експлуатації енергоблоку №2 ЮУАЕС”. www.energoatom.kiev.ua. 2018年9月6日時点のオリジナルよりアーカイブ。2018年9月6日閲覧。
4. ↑  “Westinghouse podepsal první smlouvu na dodávku reaktoru AP-1000 na Ukrajině” (チェコ語) (2021年11月26日). 2022年3月5日閲覧。
5. 1 2  “More Westinghouse fuel for Ukraine”. website.   World Nuclear News (2014年4月11日). 2022年3月5日閲覧。
6. ↑  “Westinghouse to continue fuel deliveries to Ukraine”. Nuclear Engineering International. (2017年4月3日) 2022年3月5日閲覧。
7. ↑  “першим отримав дозвіл на промислову експлуатацію ядерного палива Westinghouse (Відео)” (2019年12月28日). 2022年3月5日閲覧。
8. ↑  “Nuclear Power Reactor Details -  SOUTH UKRAINE-1”. Power Reactor Information System.  International Atomic Energy Agency (IAEA). 2020年8月29日閲覧。
9. ↑  “Nuclear Power Reactor Details -  SOUTH UKRAINE-2”. Power Reactor Information System.  International Atomic Energy Agency (IAEA). 2020年8月29日閲覧。
10. ↑  “Nuclear Power Reactor Details -  SOUTH UKRAINE-3”. Power Reactor Information System.  International Atomic Energy Agency (IAEA). 2020年8月29日閲覧。
11. ↑  Nuclear Power Reactor Details - SOUTH UKRAINE-4 - ウェイバックマシン IAEA (英語)